# 逢甲夜市
24°10′38″N 120°38′48″E / 24.17729°N 120.646593°E

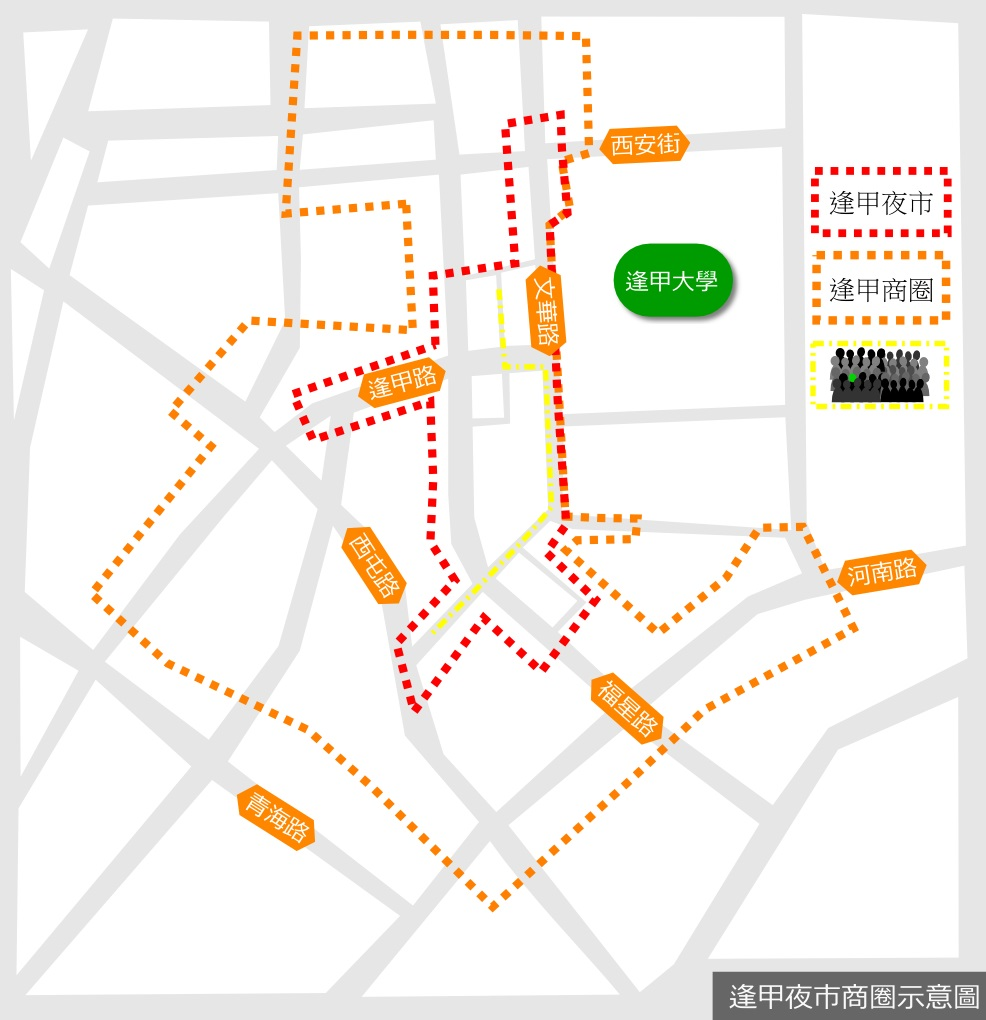
逢甲觀光夜市商圈示意圖

逢甲觀光夜市（又稱文華路夜市）是位於臺灣臺中市西屯區逢甲大學周圍的知名大型商圈夜市。以文華路、福星路為核心的區域，另外延伸走進文華路可達逢甲歡樂星商場，目前是臺灣規模最大的夜市；在交通部觀光局「2010年特色夜市選拔活動」中，因逢甲夜市的創新、多元的美食小吃，所以與基隆廟口夜市共同取得「台灣最美味夜市」頭銜；以及在遠見雜誌「全台夜市遊逛」大調查中，以25.6％得票率獲得臺灣最喜愛的夜市（第二名 士林夜市 15.4％）。
據逢甲大學統計，逢甲夜市的人潮，非假日期間每天約有三萬人次，假日則超過十萬人次，在文華路、慶和街、逢甲路、逢甲路20巷（俗稱「便當街」）形成大量的排隊店家。根據調查，逢甲商圈在台灣不景氣的2009年與2010年，年營業額依舊達到新台幣85億；2013年度觀光人數達1180萬人次，年營業額為92多億元；2014年度觀光人數超過1200萬人次，年營業額為109億元；2015年度觀光人數約1328萬人次。2017年度觀光人次1161萬人次，年營業額約93億9000萬元。

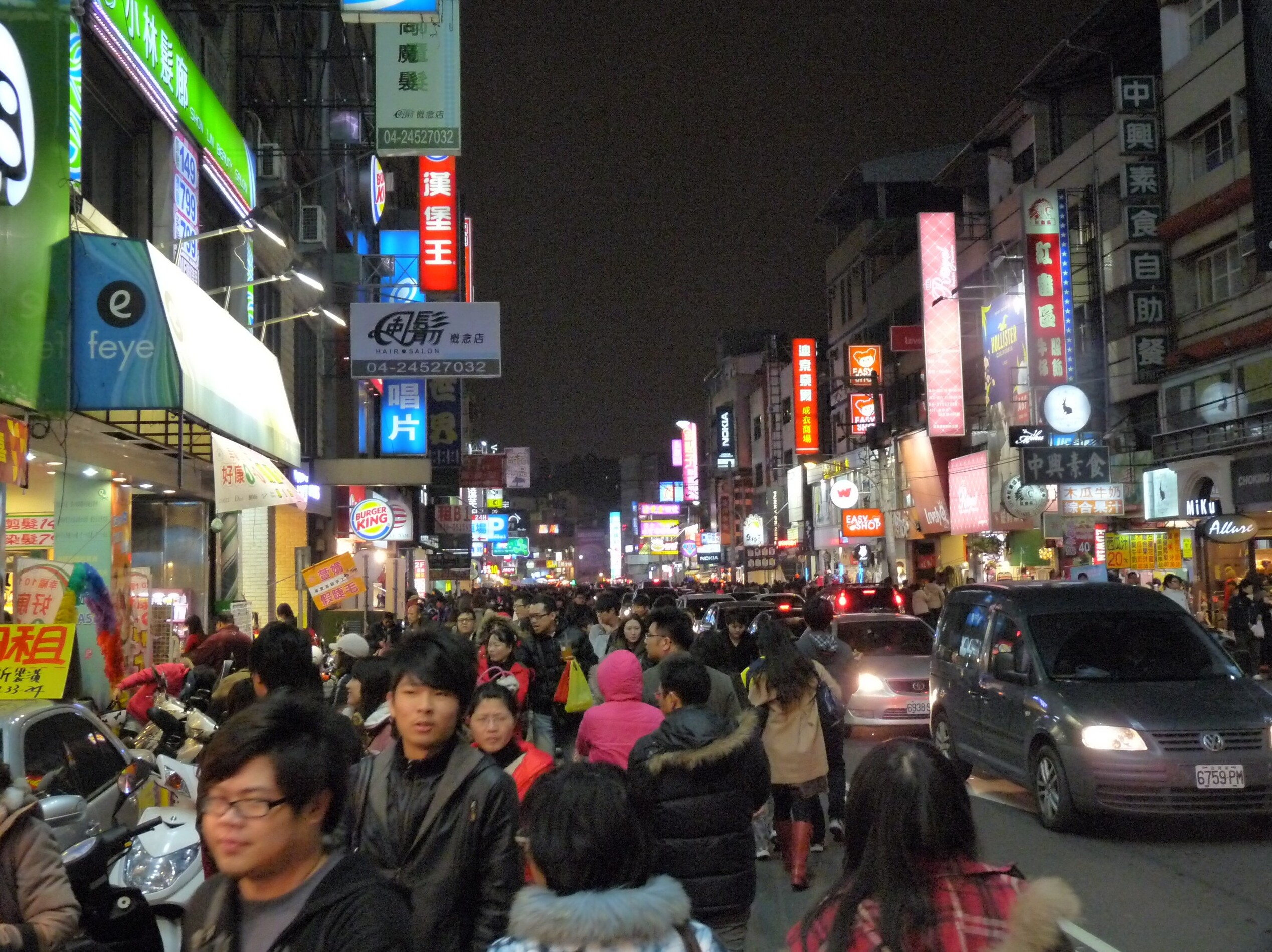
由西往東望臺中市西屯區福星路的人潮
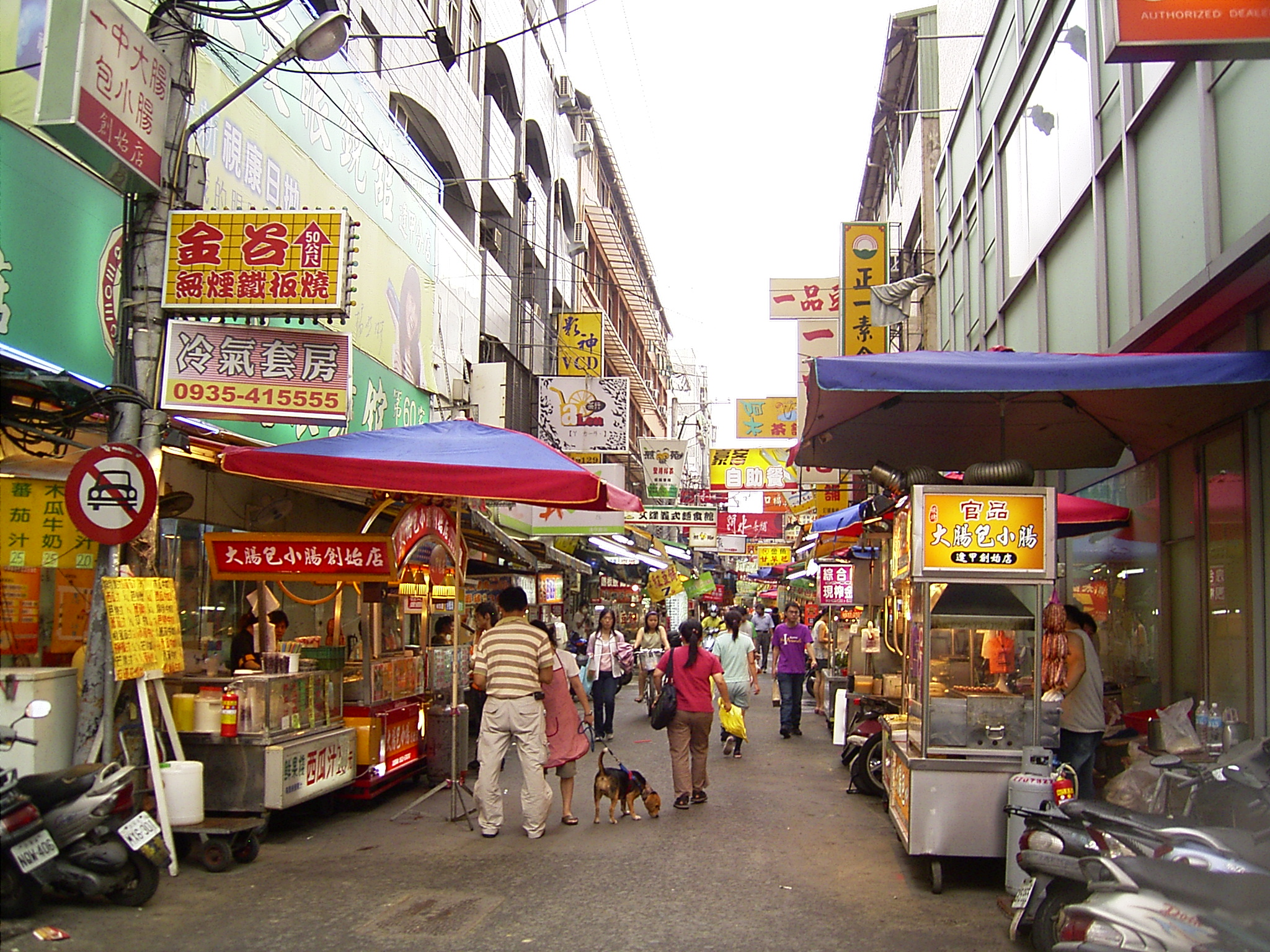
逢甲路20巷一景，逢甲人俗稱「便當街」
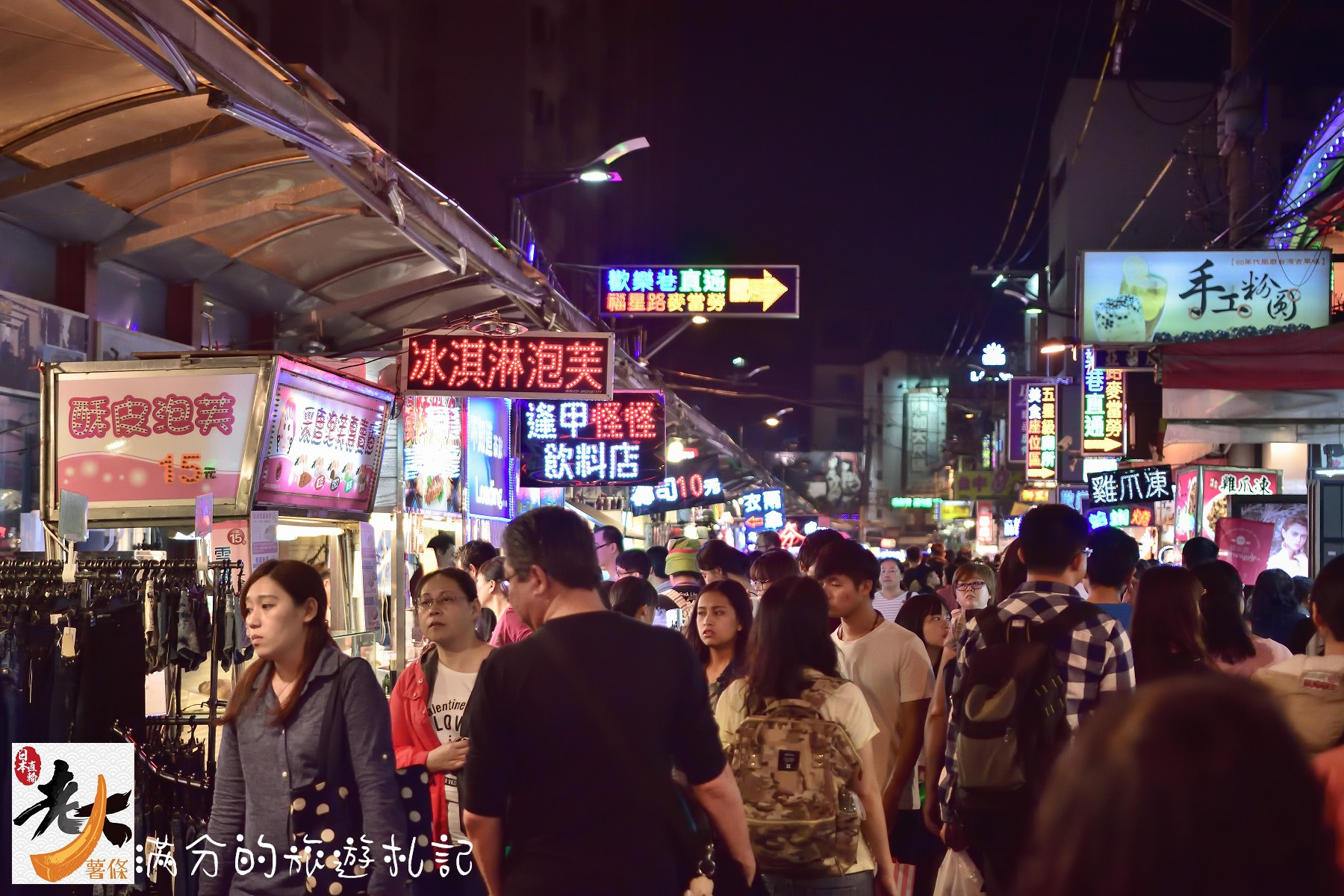
逢甲夜市排隊美食
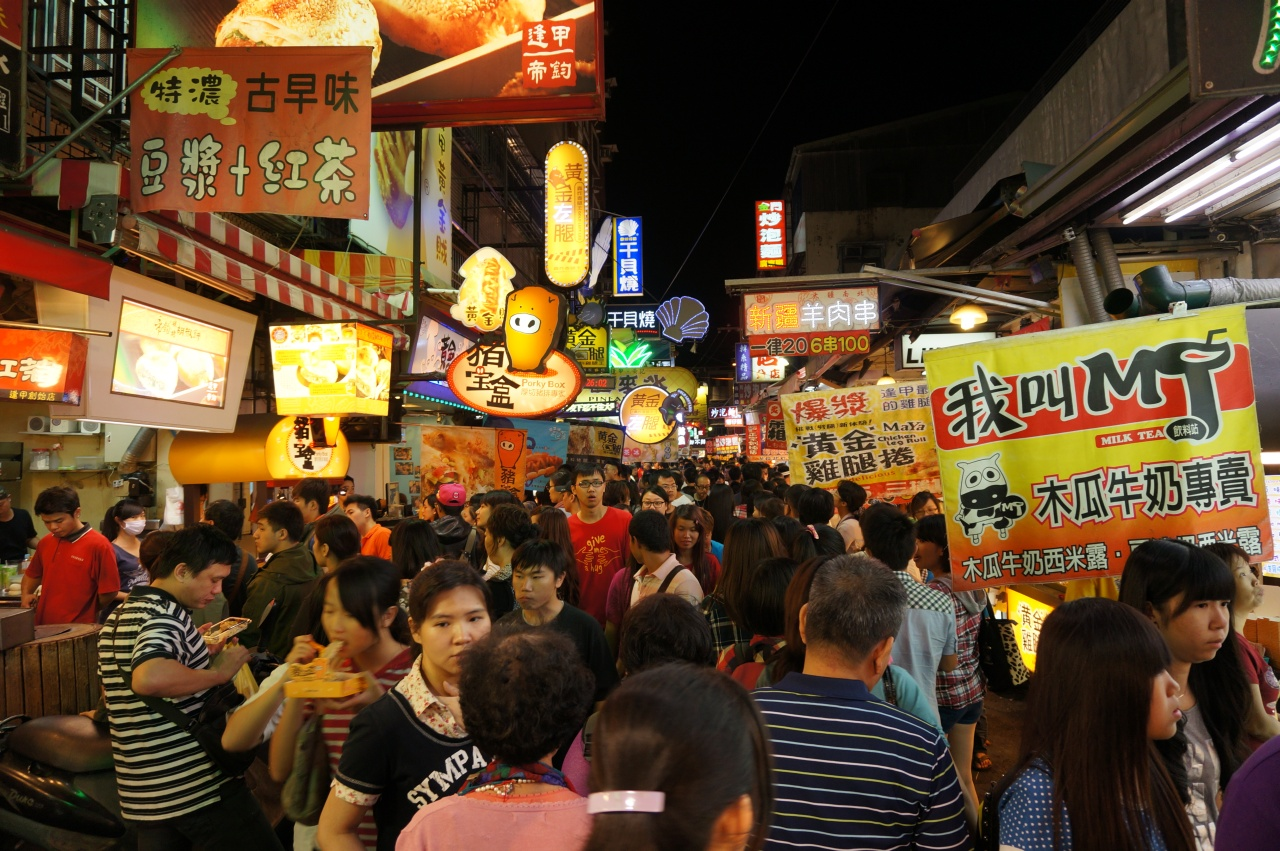
慶和街一景

## 簡介
早年此區域為眷村組成的臺中市郊偏遠地區。直到1963年逢甲工商學院（逢甲大學前身）自台中市北屯區搬遷至西屯區的現址，帶來2萬餘人學生的人潮，讓學校週邊的文華路開始發展成文華路夜市。又因鄰近中山高中港交流道與快官霧峰線的地利之便，而帶來大量的外地觀光旅客，使得文華路夜市的規模不斷擴大而形成逢甲商圈。

### 範圍
核心區域是福星路與文華路所組成的徒步型夜市；商圈範圍則延伸至西屯路、逢甲路、西安街、河南路以及逢甲大學校區西邊巷弄。近年夜市區域延伸到慶和街，商圈則擴大到西安街北邊的福星北路與文華道會館週邊。
鄰近機關百貨：逢甲大學、僑光科技大學、文華高中、西苑高中、至善國中、西屯國小、上石國小、老虎城購物中心、新光三越百貨、台中大遠百、七期重劃區、漢翔工業等。

### 導覽手冊
逢甲夜市自治會於2008年底委託逢甲大學中國文學系製作導覽手冊《來去逢甲品夜市》，第一版為逢甲大學中文系自行編印發行，第二版則由逢甲大學公關室印行，文字內容繼續沿用第一版。

## 週邊主要道路
- 台中交流道
- 快官霧峰線
- 西屯路
- 福星路
- 河南路
- 黎明路
- 環中路
- 青海路

## 設施

### 廁所
- 公共廁所：至善路（黎客商旅旁）、逢甲公園
- 碧根廣場：兩處
- 屋台街廣場：一處
- 逢甲歡樂星：一處
- 拓程廣場：一處
- 其他：逢甲大學

### 銀行
- 國泰世華銀行（河南路上）
- 中華郵政（河南路上）
- 台新銀行（河南路上）
- 渣打銀行（河南路上）
- 台北富邦銀行（河南路上）
- 台中銀行（河南路上）
- 三信銀行（河南路上）

### 旅館飯店
僅登錄交通部觀光局在冊的合法飯店與旅館
- 久窩行旅-逢甲館[10]：中市旅館435號(台中市西屯區文華路43號 04-24511701)
- KUN TOUR HOTEL[11]：中市旅館387號(台中市西屯區福星北三街33巷52號)
- KUN TOUR HOTEL[12]：中市旅館316號(台中市西屯區福星北三街33巷56號)
- 碧根行館[13]：中市旅館014號
- 文華道會館[14]：中市旅館161號
- 拓程商旅[15]：中市旅館196號
- 黎客商旅[16]：中市旅館197號
- 星享道酒店[17]：中市旅館318號
- 時光對白旅棧[18]：中市旅館320號
- 福星旅店[19]：中市旅館323號
- 璞樹文旅[20]：中市旅館333號
- 葉綠宿旅館[21]：中市旅館338號
- 米樂旅店[22]：中市旅館359號
- 米力旅店[23]：中市旅館377號

## 相關事故
- 2011年9月14日，逢甲旗艦夜市（今逢甲歡樂星所在地）火災事故[24]
- 2017年7月18日，西安街咖哩店瓦斯氣爆事故

## 外部連結
- 逢甲夜市商圈 （页面存档备份，存于）
- 逢甲夜市線上逛街Q版地圖 （页面存档备份，存于）
- 逢甲歡樂星 （页面存档备份，存于）
- 逢甲夜市＿逢甲商圈－臺中觀光旅遊網 （页面存档备份，存于）
- 逢甲觀光夜市 Feng Chia Night Market （页面存档备份，存于）
- 逢甲夜市的Facebook專頁